# Ленчице (гмина)
Ленчице (пол. Łęczyce) — сельская гмина (волость) в Польше, входит как административная единица в Вейхеровский повет, Поморское воеводство. Население на 2004 год — 11 066 человек. В состав гмины входят деревни Хшонстовек, Мокрый-Бор и другие.

## Демография
| Перепись                       | Всего   | Всего | Женщины | Женщины | Мужчины | Мужчины |
| ------------------------------ | ------- | ----- | ------- | ------- | ------- | ------- |
| Единицы                        | человек | %     | человек | %       | человек | %       |
| Население                      | 11 066  | 100   | 5513    | 49,8    | 5553    | 50,2    |
| Плотность населения (чел./км²) | 47,5    | 47,5  | 23,7    | 23,7    | 23,9    | 23,9    |

## Соседние гмины
1. Гмина Цевице
2. Гмина Хочево
3. Гмина Гневино
4. Гмина Линя
5. Гмина Люзино
6. Гмина Нова-Весь-Лемборска